# Maja Petravić
Maja Petravić (* im 20. Jahrhundert) ist eine kroatische Fußballschiedsrichterassistentin.
Petravić ist Schiedsrichterassistentin im kroatischen Frauenfußball und seit der Saison 2020/21 auch in der 1. NL, der zweiten kroatischen Herrenliga (bislang 20 Einsätze).
Seit 2016 steht sie auf der Liste der FIFA-Schiedsrichter und ist bei internationalen Fußballspielen im Einsatz. Petravić war bzw. ist Schiedsrichterassistentin in der Women’s Champions League, in der Women’s Nations League, in der europäischen WM-Qualifikation für die Weltmeisterschaften 2019 und 2023, in der Qualifikation für die Europameisterschaften 2022 und 2025 sowie bei diversen weiteren Qualifikations- und Freundschaftsspielen.
Bei der U-17-Europameisterschaft 2018 in Litauen war Petravić an der Leitung von drei Gruppenspielen beteiligt. Darüber hinaus wurde sie gemeinsam mit Ivana Martinčić und Staša Špur für die U-20-Weltmeisterschaft 2024 in Kolumbien nominiert, mit denen sie bei dieser gemeinsam drei Spiele geleitet hat, darunter ein Gruppenspiel, ein Achtelfinale und das Halbfinale zwischen den USA und Nordkorea (0:1).